# Oscar Gutz
Oscar Gutz (Taió, 04 de junho de 1964), é deputado estadual, filiado ao Partido Liberal (PL), eleito pelo estado de Santa Catarina.

## Biografia
Se candidatou pela primeira vez em 2004, a Prefeito de Pouso Redondo, não sendo eleito.
Se candidatou a Vice-Prefeito de Pouso Redondo em 2008, não sendo eleito.
Se tornou Prefeito de Pouso Redondo em 2016, sendo Re-eleito em 2020.
Se candidatou a Deputado Estadual em 2022, sendo eleito.